# Coelogyne fragrans
Coelogyne fragrans är en orkidéart som beskrevs av Rudolf Schlechter.
Coelogyne fragrans ingår i släktet Coelogyne och familjen orkidéer. Inga underarter finns listade i Catalogue of Life.